# Daneysha Santana
Daneysha Santana (* 9. Januar 1994) ist eine puerto-ricanische Badmintonspielerin. 

## Karriere
Daneysha Santana gewann bei den Junioren-Badmintonpanamerikameisterschaften von 2007 bis 2010 insgesamt vier Goldmedaillen in den Nachwuchsaltersklassen.
Bei den Zentralamerika- und Karibikspielen 2010 wurde sie Dritte im Damendoppel.
2011 belegte sie bei den Panamerikanischen Spielen jeweils Rang neun im Einzel und im Mixed. Im gleichen Jahr siegte sie bei den Colombia International.